# Volkameria ligustrina
Volkameria ligustrina là một loài thực vật có hoa trong họ Hoa môi. Loài này được (Jacq.) R.Br. mô tả khoa học đầu tiên năm 1812.